# 九天聖帝
九天聖帝，民間又稱九千歲爺。九天聖帝廟分別座落於台灣中部以北地區，目前全台共有七間廟宇主祀九天聖帝。

## 由來
九天聖帝是九天之九位神尊的合稱，東周戰國時期人士，祂們先後拜服於孫臏真人的門下。秦始皇併吞六國後，對列國中之各為其主的忠臣烈士多加予以追封，遂封袁達(大聖帝)、孫燕(二聖帝)、李牧(三聖帝)、田嬰(四聖帝)、李欉(五聖帝)、田忌(六聖帝)、馬昇(七聖帝)、吳勝(八聖帝)、獨孤籐(九聖帝)等九人為九天聖帝。

## 九聖帝簡介
『九聖帝』是玉皇大帝的分靈，其俗名－獨孤籐。齊國軍師孫臏為保邊陲安寧，率兵攻打要塞，並在牌孤山下與獨孤籐等幾千將士發生大規模的激烈爭奪戰，獨孤籐驍勇善戰，迫使孫臏僅在百將口就損失大將上百名。但儘管獨孤籐威風凜凜，終究抵擋不住齊國的人海戰術及孫臏軍師的神機妙算，經過幾天交戰，三擒三縱獨孤籐。終於讓他心服口服在九仙山拜孫臏為師，並隨其修道，成為孫臏真人的最後一位門徒。而每年農曆的十月二十二日，則為九聖帝壽誕。

## 相關廟宇

### 台灣
- 南投/美國洛杉磯玄明慈靈堂：西元1981年，住持許師父建玄明慈靈堂於南投縣草屯鄉九九峰，並尊『九天九聖帝』為聖堂主神，他秉持著開堂濟世的精神，遂於全台各地善渡有緣人，道務一日千里，聲聞遐邇。玄明慈靈堂亦為全台唯一一間主祀九聖帝的廟宇。西元1997年，許師父帶著到美國建廟的宏願，開始於南加州大洛杉磯都會區的眾多華人城市濟渡眾生。西元2009年，許師父於赫斯皮里亞市(City of Hesperia)覓得一處建廟聖地，目前正在募款購地中，希望能為九聖帝順利地在美國打下基礎。

- 鶯歌宏德宮：宏德宮位於新北市鶯歌區，是區民口中的孫臏廟，他們是全台第一座供奉孫臏真人的廟宇，深具歷史意義。除了主神孫臏真人以外，另外最大特點為同時供奉孫臏真人的師父－王禪老祖，也就是世人所熟知的鬼谷子及祂的九位門徒－九天聖帝。

- 台中聖帝堂：主祀九天大聖帝、陪祀王禪老祖、觀音佛祖等等，由卓天文老師傅開設。

- 淡水宏龍宮：宏龍宮乃由鶯歌宏德宮前任主委黃文瑞先生與其夫人黃林阿玉於西元1987年在新北市淡水區籌備建立。主神孫臏真人之塑像約高兩樓半，栩栩如生。另供奉王禪老祖、九天聖帝、五方塑神及中壇元帥等等。

- 淡水聖府宮：聖府宮(舊名淡水東龍宮)同樣座落於新北市淡水區，主祀九天聖帝，由第一代開山道長鄭金先生開設。聖府宮號稱全淡水區叩謝戲台最多的一間宮廟，因為九天聖帝非常靈感，以致眾多信徒還願謝戲屢屢，傳為地方上的美談。

- 台中財團法人九龍宮：財團法人台中九龍宮座落於台中市北屯區，宮中主祀九天九聖帝。

- 台中九天朝聖宮：九天朝聖宮座落於台中市南屯區，其供奉九天聖帝為主神。

- 豐原北龍宮：北龍宮座落於台中市豐原區，其主神為九天三聖帝，但北龍宮將九尊聖帝同時安置在主殿，因此前來朝拜的信眾只要統稱九天聖帝即可。

- 新店新龍宮：新龍宮座落於新北市新店區，宮中主祀九天四聖帝田嬰為主神，創辦人簡照夫先生。

- 中和明龍宮：明龍宮座落於新北市中和區，宮中奉祀九天聖帝。

- 台中五德宮：五德宮座落於台中市神岡區，宮中奉祀九天聖帝，為北龍宮創辦人陳順禮先生設立。